# 3613 Kunlun
3613 Kunlun (1982 VJ11) là một tiểu hành tinh vành đai chính được phát hiện ngày 10 tháng 11 năm 1982 bởi Đài thiên văn Tử Kim Sơn ở Nanking.